# Зейлер, Абель
Абель Зейлер (23 августа 1730 года, Листаль – 25 апреля 1800 года, Реллинген) был швейцарским театральным режиссером и бывшим банкирoм, который считался одним из выдающихся театральных руководителей Европы XVIII века. Он сыграл ключевую роль в развитии немецкого театра и оперы и был признан "ведущим покровителем немецкого театра" своего времени. Зейлер поддерживал создание новых произведений и экспериментальных постановок, помогая превратить Гамбург в центр театральных инноваций и создать систему театров с общественным финансированием в Германии. Работая с некоторыми из самых известных актеров и драматургов Германии своего времени, ему приписывают развитие нового, более реалистичного стиля актерского мастерства, введение произведений Шекспира для немецкоязычной аудитории и продвижение идеи национального театра в духе Людвига Хольберга, драматургов эпохи "Бури и натиска" и серьезной немецкой оперы, став "главным агентом изменений в немецкой оперной сцене" в конце XVIII века. Уже при жизни он был описан как "один из самых заслуженных людей немецкого искусства."

## Биография
Сын реформатского священника из Базеля, Зейлер в молодости переехал в Лондон, а затем в Гамбург, где в 1750-х годах стал успешным банкирoм. Во время Семилетней войны и в последующий период его банк Seyler & Tillemann участвовал в усложняющихся и "зловредных" спекуляциях с финансовыми инструментами, что закончилось банкротством с огромными долгами в результате амстердамского банковского кризиса 1763 года, что привело к десятилетию масштабных судебных процессов. Хотя Зейлер и его деловой партнер были богатыми банкирами, они "ни в коей мере не являлись представителями гамбургской буржуазии."<
Восхищение Зейлера трагической актрисой Софией Хензель (позже ставшей его второй женой) привело к тому, что с 1767 года он полностью посвятил себя театру. Он использовал оставшиеся средства, чтобы стать основным акционером, меценатом и фактическим руководителем идеалистического Гамбургского национального театра, ставшего ведущим культурным учреждением в Германии. В его театре работал Лессинг в качестве первого в мире драматурга, что привело к созданию труда "Гамбургская драматургия", определившего эту область искусства. В 1769 году Зейлер основал передвижную театральную труппу Seyler Theatre Company, которая стала одной из самых известных театральных трупп Европы в период с 1769 по 1779 годы и считалась "лучшей театральной труппой Германии того времени." Труппа была во многом сосредоточена вокруг его будущей жены и его близкого сотрудника Конрада Экхофа, соответственно самой известной актрисы и актера Германии того времени. Сначала он обладал ганноверским театральным привилегием, а его труппа позже три года выступала при дворе герцогини Анны Амалии в Веймаре и год при герцогском дворе в Готе. Прибытие его труппы в Веймар считается начальной точкой Веймарского классицизма.
С 1779 по 1781 год он был художественным руководителем Мангеймского национального театра. Он заказал такие произведения, как "Буря и натиск" Клингера (давшего название эпохе), "Ариадна на Наксосе" Бенды и "Альцеста" Швейцера, считающегося "первой серьезной немецкой оперой." Зейлер в основном сосредотачивался на художественном, экономическом и административном управлении своей театральной труппой; отсутствие у него актерского опыта и его предыдущая профессия банкира делали его заметной фигурой среди театральных руководителей его времени в профессии, которая только начинала обретать уважение.